# Tierra de Cantalapiedra
Die Comarca Tierra de Cantalapiedra ist eine der zwölf Comarcas in der Provinz Salamanca der autonomen Gemeinschaft Kastilien und León.
Sie umfasst 6 Gemeinden auf einer Fläche von 281,13 km² mit dem Hauptort Cantalapiedra.

## Gemeinden
| Gemeinde                        | Einwohner (2024) | Fläche km² | Dichte Einw./km² | Cod INE | Postleitzahl |
| ------------------------------- | ---------------- | ---------- | ---------------- | ------- | ------------ |
| Cantalapiedra                   | 911              | 71,15      | 13               | 37081   | 37400        |
| Cantalpino                      | 804              | 78,47      | 10               | 37082   | 37405        |
| Palaciosrubios                  | 299              | 36,48      | 8                | 37228   | 37407        |
| Poveda de las Cintas            | 194              | 23,74      | 8                | 37256   | 37406        |
| Tarazona de Guareña             | 269              | 29,26      | 9                | 37317   | 37409        |
| Villaflores                     | 260              | 42,03      | 6                | 37351   | 37406        |
| Comarca Tierra de Cantalapiedra | 2.737            | 281,13     | 10               | –       | –            |